# Pietro Maffi
(Eugenio Pacelli, Segretario di Stato vaticano e futuro Papa Pio XII)
Pietro Maffi (Corteolona, 12 ottobre 1858 – Pisa, 17 marzo 1931) è stato un cardinale, arcivescovo cattolico, astronomo e scrittore italiano.

## Biografia
Nacque a Corteolona il 12 ottobre 1858. Entrò in seminario nel 1875 e fu ordinato presbitero nel 1881. Dopo esser diventato vicario generale dell'arcivescovo Riboldi di Ravenna nel 1901, il 9 giugno dell'anno successivo venne nominato vescovo ausiliare della medesima arcidiocesi e, allo stesso tempo, titolare di Cesarea di Mauritania. Ricevette la consacrazione episcopale per le mani del cardinale Lucido Maria Parocchi l'11 giugno 1902.
Elevato alla dignità arcivescovile con il titolo di Pisa nel 1903 da papa Leone XIII, fece il suo solenne ingresso nella città alfea il 10 gennaio del 1904. Nel periodo pisano fu anche nominato per un breve periodo, dal 14 settembre 1906 all'8 novembre 1908, amministratore apostolico della diocesi di San Miniato.
Maffi venne creato cardinale da papa Pio X nel concistoro del 15 aprile 1907 e, il 18 aprile dell'anno successivo, anche cardinale presbitero di San Crisogono. Al momento della sua creazione e fino all'elevazione del cardinale Michele Lega è stato il più giovane porporato italiano. L'8 gennaio del 1930 celebrò, nella cappella Paolina del Quirinale, il matrimonio tra il principe Umberto di Savoia e la principessa Maria José. Morì il 17 marzo dell'anno successivo.
La sua intensissima attività di vescovo è testimoniata dalle numerose opere di cui fu promotore. In ben due conclavi, nel 1914 e nel 1922, si parlò di lui come "papabile".

### Attività pastorale
Negli anni che trascorse alla guida dell'arcidiocesi pisana, Pietro Maffi si distinse per la grande attività pastorale: potenziò le organizzazioni cattoliche territoriali, migliorò il seminario e collegio di Santa Caterina, ripristinando la facoltà teologica e creandovi la Cattedra di sociologia, affidata a Giuseppe Toniolo. Fu la prima cattedra di sociologia istituita presso un seminario italiano. Maffi venne spesso ricordato come un paterno consigliere dai sacerdoti diocesani, le cui parrocchie più lontane e isolate non disdegnò mai di visitare. Nel 1911, pochi giorni prima della partenza dei soldati italiani per la guerra di Libia, rivolse loro un saluto, pronunciato l'11 ottobre nella Chiesa dei Cavalieri di Pisa e volto a combattere i musulmani per la vittoria del cristianesimo.

### Attività scientifica
Insegnò fisica, matematica e scienze naturali presso il Seminario di Pavia, dove curò anche la creazione dell'Osservatorio astronomico. Nel 1900 fondò la «Rivista di fisica, matematica e scienze naturali», con lo scopo di diffondere la conoscenza di tali discipline in Italia.

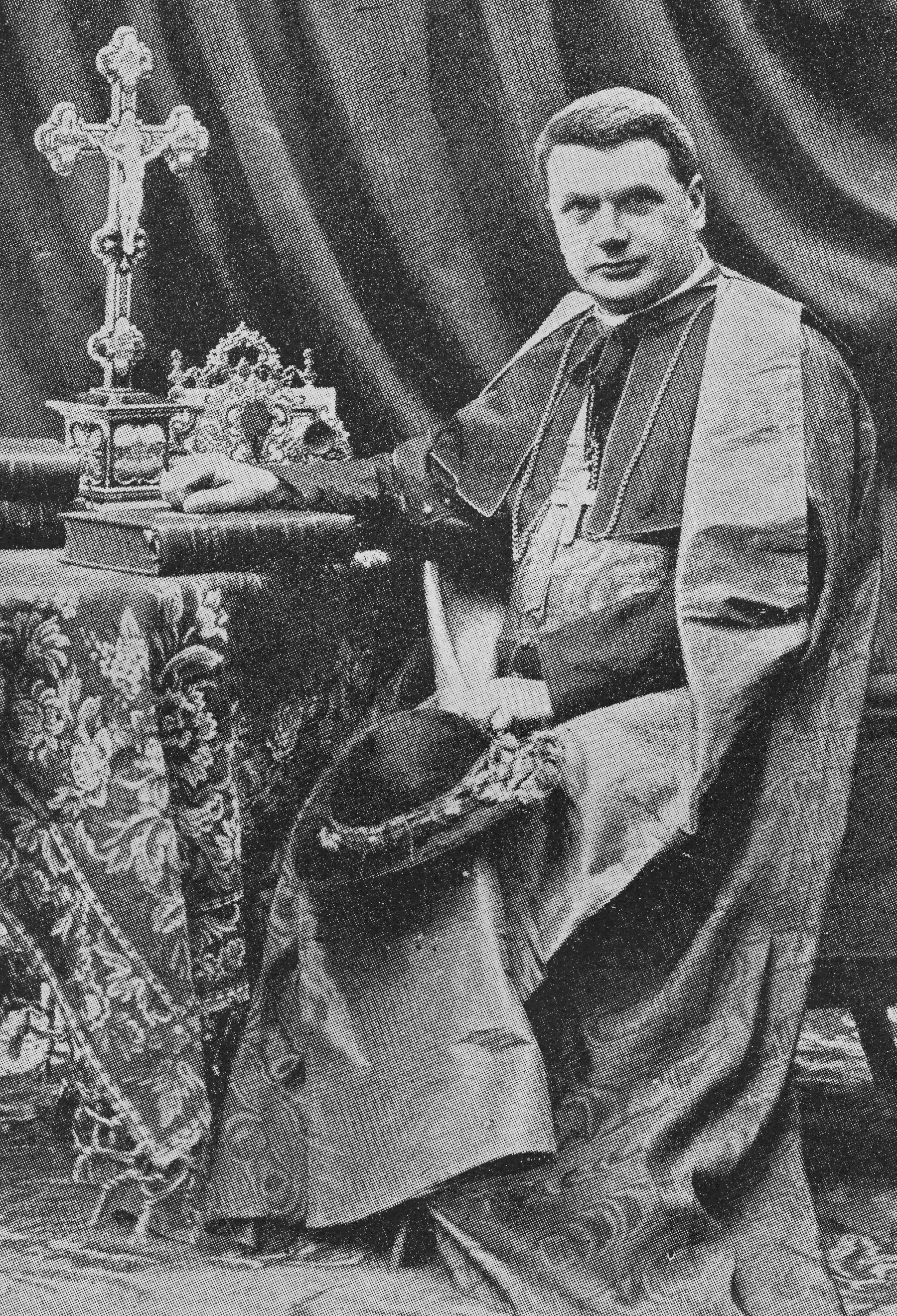
Fotografia del cardinale Pietro Maffi

Nel 1904 papa Pio X lo chiamò alla presidenza della Specola Vaticana, incarico che conservò fino al 1931. Maffì trasferì l'istituto dalla storica sede della Torre dei Venti in un ambiente più adeguato.
Grazie alla sua opera la Specola fu inserita nell'elenco ufficiale degli Osservatori incaricati di redigere la carta fotografica e il catalogo stellare.
Come scienziato furono particolarmente apprezzati i suoi studi meteorologici e sulle stelle cadenti. Per approfondire lo studio delle stelle cadenti inventò il globo meteoroscopico, uno strumento per la registrazione della direzione delle stelle cadenti. Presentato alla Società italiana di scienze naturali e messo in mostra all'Esposizione universale di Parigi del 1900, il «globo» riproduce il cielo stellato ed è illuminato all'interno da una lampada colorata che, «senza offendere la vista», rende «facile e pronta» la registrazione delle tracce delle stelle cadenti che vengono segnate sul globo con una matita per poi risalire alle coordinate del “radiante”. Pietro Maffi ebbe rapporti con Giovanni Virginio Schiaparelli, Guido Alfani e Francesco Maria Denza.

### Eredità culturale
Il suo nome è legato a una grande istituzione culturale, la «Biblioteca Maffi». Composta da più di 50.000 fra volumi e opuscoli (dei quali molti antichi e di pregio: 123 manoscritti, 23 incunaboli, 764 cinquecentine e rare edizioni dal Seicento all'Ottocento), ancora oggi è stimata dalla Soprintendenza ai beni librari della regione fra i più ricchi giacimenti privati della Toscana.
L'"Opera Cardinale Maffi", a lui ispirata, si occupò per tutto il XX secolo di acquisire, restaurare e destinare ad attività pastorali varie strutture dislocate nel territorio. Nel 2005 l'Opera è stata sciolta e le competenze trasferite all'arcidiocesi pisana.
A Pisa gli è stata intitolata una via nei pressi di Piazza dei Miracoli; a Roma gli è stata dedicata una strada nel quartiere Primavalle.

## Opere
Pietro Maffi fu un appassionato divulgatore dell'astronomia. La sua opera più famosa fu Nei cieli: pagine di astronomia popolare, pubblicato nel 1896, che ebbe due nuove edizioni e numerose ristampe. Inoltre fu autore di La cosmografia nelle opere di Torquato Tasso.
La sua attività di vescovo è raccontata nelle Lettere pastorali, omelie e discorsi (1912, 1920, 1931). Come letterato ha lasciato due romanzi giovanili: Fior che muore e Gli sparvieri.

## Genealogia episcopale e successione apostolica
La genealogia episcopale è:
- Cardinale Scipione Rebiba
- Cardinale Giulio Antonio Santori
- Cardinale Girolamo Bernerio, O.P.
- Arcivescovo Galeazzo Sanvitale
- Cardinale Ludovico Ludovisi
- Cardinale Luigi Caetani
- Cardinale Ulderico Carpegna
- Cardinale Paluzzo Paluzzi Altieri degli Albertoni
- Papa Benedetto XIII
- Papa Benedetto XIV
- Papa Clemente XIII
- Cardinale Marcantonio Colonna
- Cardinale Giacinto Sigismondo Gerdil, B.
- Cardinale Giulio Maria della Somaglia
- Cardinale Carlo Odescalchi, S.I.
- Cardinale Costantino Patrizi Naro
- Cardinale Lucido Maria Parocchi
- Cardinale Pietro Maffi

La successione apostolica è:
- Vescovo Ulisse Carlo Bascherini (1907)
- Arcivescovo Ercole Attuoni (1929)